# Віктор Сморгон
 Віктор Сморгон (2 січня 1913, Гейдельберг (нині с. Новогорівка у Токмацькому р-ні Запорізької обл. України) — 9 липня 2009, Мельбурн, Австралія) — один з найуспішніших австралійських підприємців, покровитель мистецтв, меценат, засновник і колишній очільник Victor Smorgon Group, кавалер ордена Австралії.

## Життєпис
Сморгон народився 1913 року в єврейській сім'ї у Гейдельберзі, німецькому поселенні в тій частині України, яка тоді належала до Російської імперії. Його батько, Наум (Норман) Сморгон, як і кілька попередніх поколінь  його сім'ї, займався торгівлею м'ясом. Через брак їжі родина перебралася до більшого містечка, де батько й дядьки Віктора зайнялись вичинкою шкур. З приходом до влади Сталіна відбулась націоналізація. Якось друг-комуніст перестеріг Наума Сморгона, що у великих містах у підприємців відбирають майно і навіть убивають їх і порадив утікати. 1927 року 15 членів родини, сховавши гроші в підборах взуття, через Москву, Ригу й Берлін дісталися Марселя, а звідти відпливли до Австралії. Наум Сморгон разом зі своїми братами зайнявся торгівлею кошерним м'ясом у Карлтоні - передмісті Мельбурна. Віктор приєднався до справи, проявив неабиякий хист до підприємництва і з часом навіть очолив родинний бізнес. Під керівництвом Віктора фірма "Smorgon Consolidated Industries" розширила сферу своєї діяльності і, крім торгівлі м'ясом, почала займатись також пластиком, склом, сталлю, переробкою вторинної сировини і перетворилась на потужну бізнес-імперію.